# Tiszaújváros
 A Leninváros név ide irányít át. A Leninváros nevet 1919-ben rövid ideig Pesterzsébet is viselte.
Tiszaújváros (1970. április 22-ig Tiszaszederkény, 1991. február 1-ig Leninváros) ipari város Észak-Magyarországon, Borsod-Abaúj-Zemplén vármegyében. A Tiszaújvárosi járás központja. A vármegyeszékhely valamint Ózd, Kazincbarcika és Mezőkövesd után a megye ötödik legnépesebb települése.

## Fekvése
Tiszaújvárosnak kedvező földrajzi lokációban, Miskolctól 35 kilométerre, a Sajó tiszai torkolatánál fekvő település; közvetlenül a Nyékládházától Debrecenig húzódó 35-ös főút mellett, Borsod-Abaúj-Zemplén és Hajdú-Bihar megye határán helyezkedik el. Mezőcsáttal a 351-es főút és 3313-as út, Oszlárral a 3310-es út, Nemesbikkel pedig a 3312-es út köti össze. Közigazgatási területének egy kisebb része a Tisza túlsó oldalán, a bal parton fekszik, de az a területrész lakatlannak tekinthető.

## Földrajza
A város Észak-Magyarországon a Bükk-vidék keleti szélén, Magyarország második legnagyobb folyója, a Tisza és Borsod-Abaúj-Zemplén vármegye legnagyobb folyója, a Sajó torkolata által közre zárt területen fekszik. Területe 46,04 km² Tiszaújváros kedvező földrajzi fekvéssel bír, összekapcsoló szerepet játszik három nagyváros, Miskolc, Debrecen és Nyíregyháza között. A Taktaköztől délnyugatra húzódó Borsodi-ártér térsége domborzati típus szerint síkság és teraszos folyóvölgy. Magyarország második és egyben legszebb folyója a Tisza – melynek „szőke” jelzője onnan ered, hogy a partok löszös iszapja a víz színét sárgára festi. A Sajó és Tisza folyók által közrezárt alföldi táj adottságai lehetőséget nyújtanak a horgászok és vízi sportok szerelmeseinek is. A különleges élményekre vágyók is megcsodálhatják a „tiszavirágzást”, mely egy évről évre visszatérő látványosság. A város külső részéhez tartozik a Tisza-sziget, amelyen átívelő híd teremt közúti kapcsolatot Borsod-Abaúj-Zemplén és Hajdú-Bihar vármegye között.

## Természeti adottságok
- A Sajó és Tisza folyók által közrezárt alföldi táj adottságai lehetőséget nyújtanak a horgászok és vízi sportok szerelmeseinek a kikapcsolódásra.
- A Tisza, melynek a „szőke Tisza” jelzője onnan ered, hogy a partok löszös iszapja a víz színét sárgára festi. Az ide látogatók és a különleges élményekre vágyók pedig megcsodálhatnak egy évről évre visszatérő látványosságot a tiszavirágzást.
- A Tisza-sziget a város külső részéhez tartozik, megfelelő természeti kikapcsolódást biztosítva a város lakosainak és az ide látogató vendégeknek.

## Története
Az egykori Tiszaszederkény falut először 1268-ban említi írásos emlék, egy oklevél Villa Scederkyn néven. Az ősi települést az időjárás és a történelem viharai egyaránt megtépázták, a török hódoltság alatt teljesen elnéptelenedett. Lorántffy Zsuzsanna volt az, aki 1651-ben 32 hajdú családdal újratelepítette a falut. A város címerében ezért jelenik meg a hajdúk vitézségére utaló kardot tartó kar és a fejedelemasszony jelképe; a szőlőlevél. Lorántffy Zsuzsanna emlékét a Tiszaszederkény városrész központjában felállított egész alakos szobor őrzi, amely Józsa Lajos alkotása. A mai várost a II. világháború utáni szocialista ipartelepítési program hívta életre. Ekkor kezdődött el a Dunaújvároshoz - néhány évnyi késéssel - hasonló utat bejárt Tiszaújváros kiépülésének története.

### Iparfejlesztés

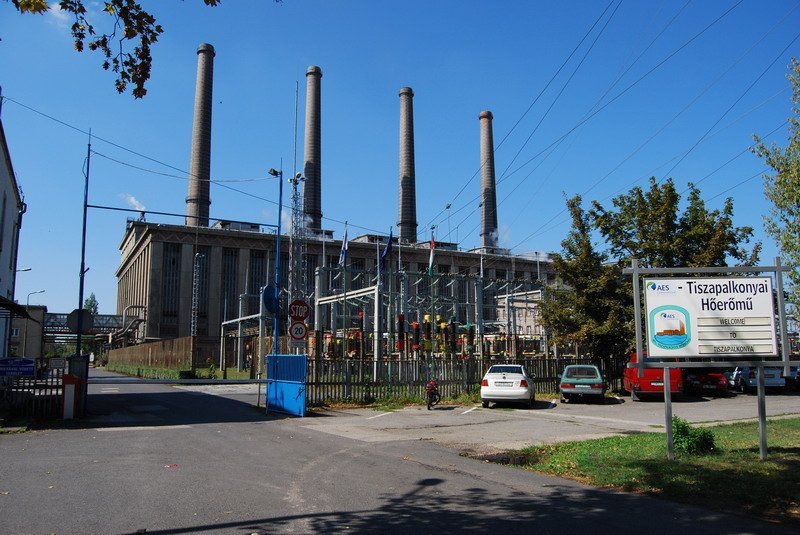
A "négykéményes régi erőmű", vagy Tiszapalkonyai Hőerőmű, amely már 1957-ben energiát szolgáltatott

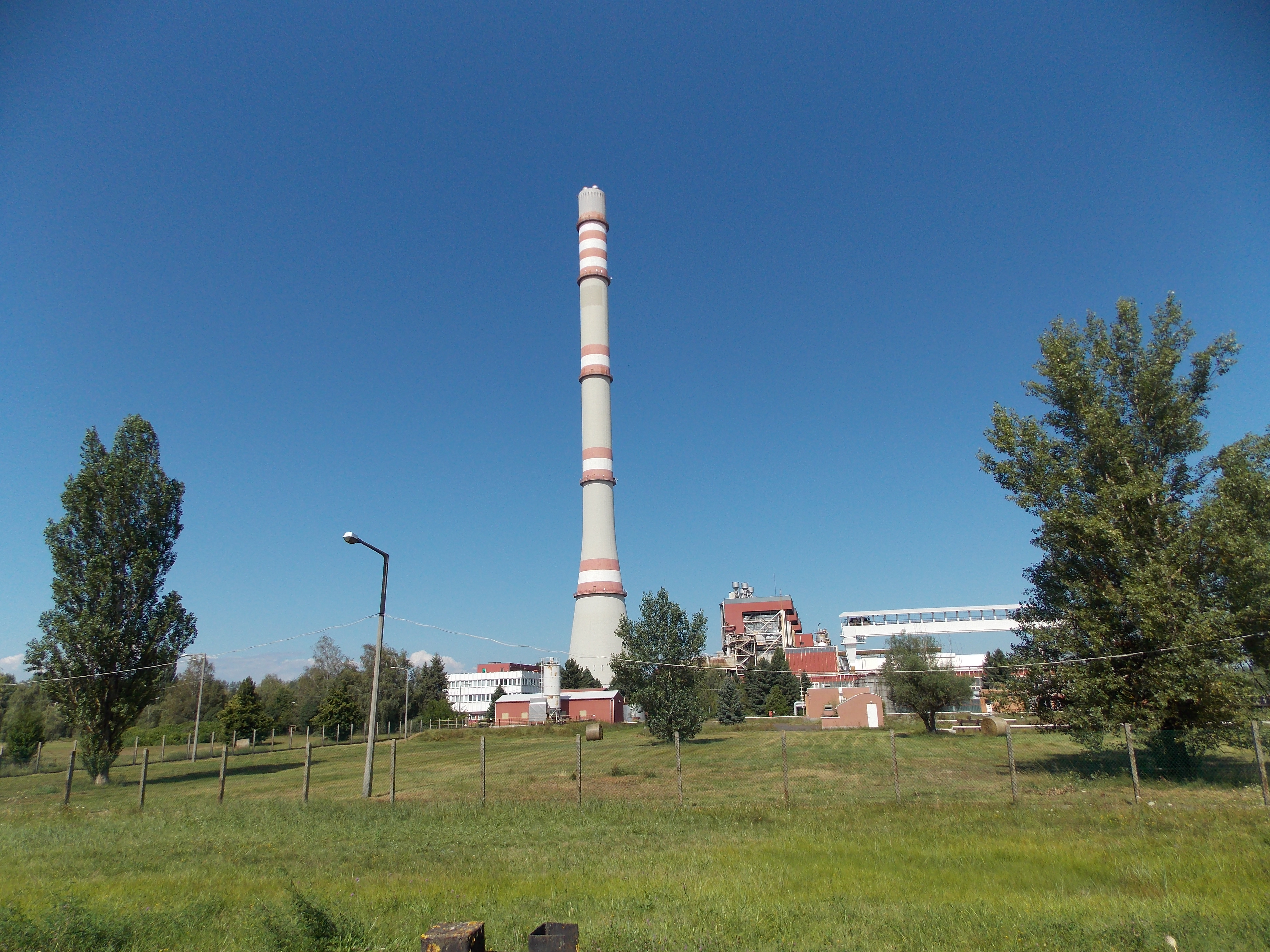
Az 1970-es évek elején épült "új erőmű" (ismertebb nevén Tisza II hőerőmű vagy Tiszai Hőerőmű)

Az ipari bázis megteremtése 1953-ban egy 200 MW-os, széntüzelésű hőerőmű építésével kezdődött Tiszapalkonya határában. A hőerőmű, a villamosenergia és az iparigőz szolgáltatással megalapozta a később megépülő ipari nagyüzemek (Tiszai Vegyi Kombinát, Tiszai Finomító, Olefingyár, Tisza II Hőerőmű) létét. 
A Tiszai Vegyi Kombinát első működő egységét, a gázüzemet 1959-ben helyezték üzembe, a festékgyár 1961-ben, a műtrágyagyár 1964-ben kezdte meg működését. Az olefin-program adott újabb lendületet az ipar fejlesztésének. A petrolkémiai tevékenység 1970-ben az első polietiléngyár üzembe helyezésével kezdődött. 1971-ben kezdődött a Tiszai Erőmű Vállalat nagyberuházása, a Tiszai Hőerőmű építése, eredetileg az ország legnagyobb erőművének tervezték 2000 MW-osra, ám az 1973-as olajválság miatt csak 860 MW-osra épült ki, így ez a harmadik legnagyobb Magyarországi erőmű, amit 1979. szeptember 7-én adtak át. 1973-ban kezdődött a Tiszai Kőolajipari Vállalat (TIFO) építése, és 1980 novemberében beindult a kőolaj-feldolgozás. A három gyárkomplexum mellett Tiszaújváros önkormányzata zöldmezős beruházással hozta létre a 140 hektáros Tiszaújvárosi Ipari Parkot 1997-ben. A teljes infrastruktúrával ellátott ipari parkban kedvező körülményeket teremtettek az ipari és kereskedelmi vállalatok számára. Az ipari parkban több mint 10 ezer főt foglalkoztatnak a betelepült vállalkozások.

### Városfejlesztés
Az ipari létesítmények építéséhez, működtetéséhez munkaerőre volt szükség, a dolgozóknak pedig lakásra volt szükségük. A város első lakói 1957-ben költöztek be a korábbi szántóföldön épült lakásokba. 1964-ben már 1500 lakás állt az itt élők rendelkezésére. A település 1966-ban városi rangot kapott, 1970-ben befejeződött az első 10 ezer lakost befogadó lakótelep építése, melyet a ’70-es években egy újabb követett. 1971-ben a város Lenin nevét vette fel. A lakóépületek mellett gyorsan fejlődött az infrastruktúra is. Bölcsődék, óvodák, általános és középiskolák épültek, művelődési központ, könyvtár jött létre. A nyolcvanas években lelassult a fejlődés üteme, bővült viszont a kereskedelmi hálózat, és megkezdődött a családi házak építése. Ez utóbbi a kilencvenes években nagy lendületet vett, egy új városrész jött létre Kertváros néven. 1991-ben új nevet választott a település és arculatváltást határozott el Tiszaújváros. Az ipari park létesítése és a családi házak építése mellett átalakultak, megszépültek a közterületek, parkok. A XXI. századba lépve az önkormányzat egy hosszú távú közterületi- és intézményi felújítási programba kezdett és támogatja a panelépületek felújítását is. A beruházások másik része az idegenforgalom, a gyógyturizmus és a sport céljait szolgálták. Városi sportcentrum létesült, megépült a városi gyógy- és strandfürdő, amely a legmodernebb fiziko- és balneoterápiás kezelésekkel várja vendégeit. Infrastruktúra, kereskedelem Tiszaújvárosban nincs kórház, de a szakorvosi ellátás széles körű. 2011 tavaszán kezdte meg működését a felújított szakrendelő, melyet a legkorszerűbb diagnosztikai, gyógyászati eszközökkel látnak el. A nevelési-oktatási intézmények széles hálózata épült ki a városban, melyet integráltan működtet az önkormányzat.

### Filtó
Nevét 1268-ban említette először oklevél Fyltou, majd 1281-ben, 1313-ban Fyltohow néven volt említve.
Filtó az Örsúr nemzetség és a Kácsi monostor halastava volt egy telekkel, melyet a nemzetség tagjaitól a Miskolc nemzetséghez tartozó Tamás fia Sceuke Miklós vásárolt meg, de miután megszökött azzal a 300 márkával, melyet István ifjabb király a tatárokhoz küldendő követség költségeinek fedezésér a Miskolc nemzetségbeli Ponithnak küldött, Filtót a király elkobozta tőle és Ponith-nak adta. 1281-ben az Ákos nemzetségbeli Ernei bán fia, István nádor a halastavat visszaadta Panith fiainak, de 1313-ban mégis István nádor kezén levőnek írták, aki ekkor azt a diósgyőri pálosoknak adományozta.

## Városrészek
Tiszaújváros városrészei, a hozzá tartozó településrészek, megnevezésük és jellegük 2011-es adatok alapján.
Belterület
- Központi belterület (14 569 fő)
- Tiszaszederkény (Óváros) (1645 fő)
- Tiszapart (266 fő)
- Ipari park (16 fő)

Külterület
- Bakraktanya (0 fő) (Mezőgazdasági jellegű)
- Gátőrház (3 fő) (Gátőrház)
- Külterület (0 fő) (Mezőgazdasági jellegű)
- Salaktéri lakások (0 fő) (Szolgálati lakások)
- TIVIZIG-gátőrház (1 fő) (Gátőrház)

Egykor Szederkény határába, Szederkény és Kisfalud közé esett Filtó is.

## Közélete

### Polgármesterei
- 1990–1994: Farkas Zoltán (SZDSZ)
- 1994–1998: Farkas Zoltán (SZDSZ)[3]
- 1998–2002: Farkas Zoltán (SZDSZ)[4]
- 2002–2006: Farkas Zoltán (SZDSZ)[5]
- 2006–2010: Koscsó Lajos (MSZP)[6]
- 2010–2014: Bráz György (MSZP)[7]
- 2014–2019: Bráz György (MSZP)[8]
- 2019–2024: Dr. Fülöp György (Tiszaújvárosi Lokálpatrióták-MSZP)[9]
- 2024– : Dr. Fülöp György (Tiszaújvárosi Lokálpatrióta Egyesület)[1]

### A 2024-es önkormányzati választás eredménye
- A polgármester-választás eredménye[10]

| Jelölt neve      | Jelölő szervezet(ek) | Jelölő szervezet(ek)                  | Szavazatok száma | Szavazatok aránya |
| ---------------- | -------------------- | ------------------------------------- | ---------------- | ----------------- |
| Dr. Fülöp György |                      | Tiszaújvárosi Lokálpatrióta Egyesület | 5126             | 75,30%            |
| Kenyeres Tamás   |                      | Fidesz – KDNP - Városért Egyesület    | 1681             | 24,70%            |
| Összesen         |                      |                                       | 6807             | 100%              |

- A képviselőtestület-választás eredménye[11]

|  | Tiszaújvárosi Lokálpatrióta Egyesület | 9 | P |  |  |  |  |  |  |  |  |  |  |  |
|  | Fidesz – KDNP - Városért Egyesület    | 3 |   |  |  |  |  |  |  |  |  |  |  |  |

## Népesség
Tiszaújvárosnak 2013. január 1-jén 16 654 lakosa volt, a 2011-es népszámlálás alapján ez a szám 16 728 fő volt. A központi belterület lakónépessége 14 569 fő, míg az Óváros, Tiszaszederkény lélekszáma 1645 fő. A Tiszapart városrészen 266 fő, az Ipari parkban 16 fő a lakónépesség száma. Az egyéb külterületen lévő lakónépesség száma 4 fő volt 2011-ben. A városban jelenleg 7328 lakás van, 26 lakással több, mint 2011-ben, ekkor a lakosság 84,3% magyar, 0,7% roma, 0,6% német, 0,2% ruszin, 1,3% egyéb; nem hazai nemzetiségűek: lengyel, szlovák, román, örmény és egyéb, 15,6% pedig nem kívánt válaszolni. Egy személy több nemzetiséghez is tartozhat, ezért az arányok összege esetenként meghaladhatja a 100%-ot. Vallási kötödés szempontjából a város 23,6% római katolikus, 16,6% református, 2,7% görögkatolikus, 0,2% evangélikus, 1,0% egyéb vallási közösséghez tartozik, 23,7% nem tartozik egy vallási közösséghez sem, 32,2% pedig nem kívánt válaszolni.
2022-ben a lakosság 87%-a vallotta magát magyarnak, 1,5% ukránnak, 0,9% cigánynak, 0,6% németnek, 0,3% románnak, 0,1-0,1% lengyelnek, görögnek, ruszinnak, szlováknak és szerbnek, 4,4% egyéb, nem hazai nemzetiségűnek (10,9% nem nyilatkozott; a kettős identitások miatt a végösszeg nagyobb lehet 100%-nál). Vallásuk szerint 20,1% volt római katolikus, 15,1% református, 2,5% görög katolikus, 0,8% egyéb keresztény, 0,4% ortodox, 0,2% evangélikus, 17,8% felekezeten kívüli (42,5% nem válaszolt).
Tiszaújváros lakónépességének alakulása 1990-es évektől napjainkig:
| Lakosok száma | 16 654 | 16 473 | 14 649 | 14 362 | 15 479 | 14 700 |
|               | 2013   | 2014   | 2021   | 2022   | 2023   | 2024   |

## Nevezetességek

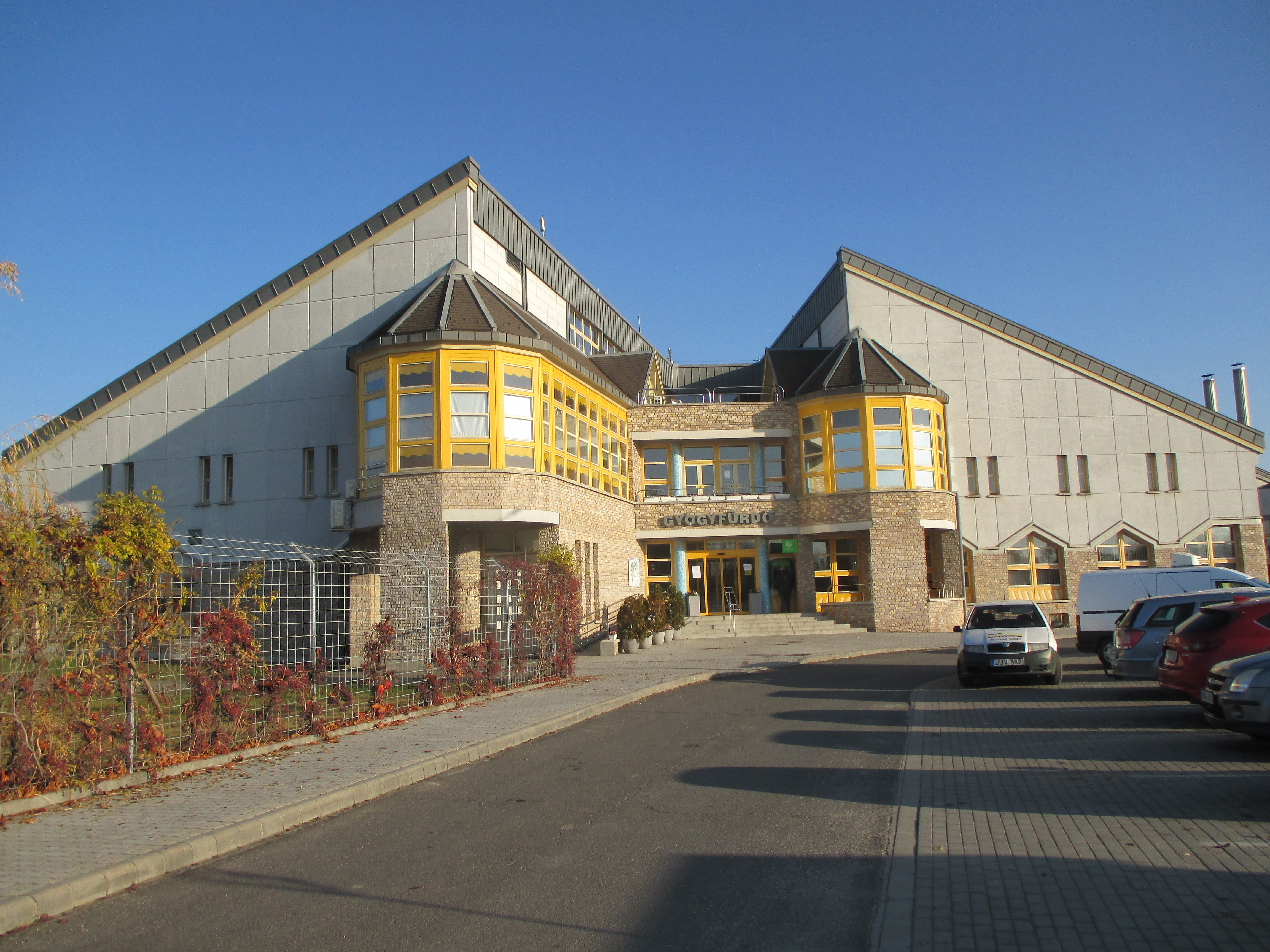
A Termálfürdő épülete

- Tiszaújvárosi Termálfürdő, melynek gyógyvizét az 1200 méter mélységből feltörő, 57 Celsius-fokos termálvíz adja. A víz sókoncentrációja, valamint nátrium-klorid és hidrogén-karbonát tartalma magas, így kopásos ízületi és gerincbetegségek, krónikus gyulladásos ízületi betegségek, pikkelysömör, pikkelysömörhöz tartozó ízületi gyulladás, krónikus nőgyógyászati gyulladásos betegségek kezelésére, valamint balesetek mozgásszervi szövődményeinek kezelésére alkalmazható. A medencékben a víz 32, 34, 36, 38 illetve 40 fokos.[14]
- Helytörténeti Gyűjtemény
- Városi Dísztó
- "Villa Scederkyn" Tájház
- Tiszaszederkényi Morotva-tó

## Rendezvényei
A rendszerváltás előtt Leninvárosban rendezték meg a „Lenin Ifjú Távírásza” (LIT) verseny országos döntőit, melyeken jellemzően 18 év alatti rádiótávírászok mérték össze „morze-tudásukat”.
Minden évben megrendezik az országos színvonalú Triatlon Nagyhetet, amit Triatlon Világkupa zár. Tiszaújváros minden évben a magyarországi triatlon világkupának ad otthont. Ezen kívül minden évben van Tavaszi Fesztivál és karácsonyi rendezvények.
Szintén minden évben, 2011-ben már 36. alkalommal költözik a városba az AEGON Sportnapok rendezvénye, amelyen évről évre közel hatszáz ember vesz részt, s melynek résztvevői ilyenkor megtöltik a város vendéglátóhelyeit.

## Közlekedés
Tiszaújváros autóbusz-közlekedését a Volánbusz látja el. A városban a számos helyközi- és távolsági viszonylatok mellett négy helyi járat közlekedik:
- 1-es busz: Autóbusz-állomás – Tiszaszederkény, Kossuth utca 70.
- 1A busz: Autóbusz-állomás – Tiszaszederkény, Kossuth utca 70. (a Fizikoterápiai Intézet érintésével)
- 2-es busz: Autóbusz-állomás – Tiszapart városrész, autóbusz-váróterem
- 3-as busz: Autóbusz-állomás – Dózsa György utca

Tiszaújvárosból induló helyközi autóbuszjáratok
- 3731-es busz: Tiszaújváros–Kesznyéten–Bőcs–Hernádnémeti–Gesztely–Miskolc
- 3733-as busz: Tiszaújváros–Kesznyéten–Bőcs–Hernádnémeti–Sajólád–Miskolc
- 3737-es busz: Tiszaújváros–Ónod–Sajólád–Miskolc
- 3752-es busz: Tiszaújváros–Muhi–Sajópetri–Kistokaj–Miskolc
- 3952-es busz: Tiszaújváros–Polgár–Hajdúnánás
- 3960-as busz: Tiszaújváros–Polgár–Görbeháza
- 3963-as busz: Tiszaújváros–Oszlár–Mezőcsát–Ároktő
- 3964-es busz: Tiszaújváros–Oszlár–Mezőcsát
- 3965-ös busz: Tiszaújváros–Tiszatarján–Mezőcsát
- 3966-os busz: Tiszaújváros–Nemesbikk–Hejőpapi–Igrici
- 3967-es busz: Tiszaújváros–Hejőbába–Igrici és Tiszaújváros–Hejőbába–Hejőkeresztúr
- 3968-as busz: Tiszaújváros–Nemesbikk–Hejőpapi–Igrici
- 3969-es busz: Tiszaújváros–Hejőbába–Hejőszalonta–Irgici
- 3970-es busz: Tiszaújváros–Sajóörös
- 3971-es busz: Tiszaújváros–Muhi–Sajólád
- 3974-es busz: Tiszaújváros–Kesznyéten–Tiszalúc
- 3975-ös busz: Tiszaújváros–Kesznyéten
- 4008-as busz: Tiszaújváros–Mezőkeresztes–Mezőkövesd
- 4009-es busz: Tiszaújváros–Mezőcsát–Mezőkeresztes–Mezőkövesd
- 4484-es busz: Tiszaújváros–Polgár–Tiszacsege–Egyek

Tiszaújvárost érintő helyközi autóbuszjáratok
- 1369-es busz: Ózd–Miskolc–Tiszaújváros–Hajdúnánás–Nyíregyháza
- 1370-es busz: Miskolc–Polgár–Nyíregyháza
- 1372-es busz: Miskolc–Polgár–Debrecen–Hajdúszoboszló
- 1374-es busz: Miskolc–Debrecen–Békéscsaba–Szeged
- 1410-es busz: Ózd–Miskolc–Tiszaújváros–Debrecen
- 1426-os busz: Nyíregyháza–Mezőkövesd–Eger
- 1427-es busz: Nyíregyháza–Mezőkövesd–Eger–Gyöngyös–Hatvan
- 1428-as busz: Nyíregyháza–Hajdúnánás–Eger
- 1450-es busz: Debrecen–Tiszacsege–Polgár–Tiszaújváros
- 3734-es busz: Miskolc–Sajólád–Ónod–Tiszaújváros
- 3739-es busz: Miskolc–Nyékládháza–Ónod–Sajóörös–Tiszaújváros–Polgár
- 3744-es busz: Miskolc–Nyékládháza–Ónod–Tiszaújváros–Polgár
- 3745-ös busz: Miskolc–Nyékládháza–Tiszaújváros–Polgár

### Vasútvonalak
A várost egyetlen vasútvonal, a MÁV 89-es számú tiszaújvárosi szárnyvonala érinti, amelynek két megállási pontja van itt. Tiszapalkonya–Erőmű vasútállomás, a vonal tulajdonképpeni végállomása a 3313-as út keresztezésének közvetlen közelében található, a helyi ipartelepek között. A személyszállítás a teljes vonalon szünetel.

## Testvérvárosai
- Ludwigshafen, Németország
- Csíkszereda, Románia
- Świętochłowice, Lengyelország
- Zawiercie, Lengyelország
- Rimaszombat, Szlovákia
- Polgár, Magyarország
- Beregszász, Ukrajna
- Dexing, Kína
- Neuhofen an der Krems, Ausztria

## Képgaléria

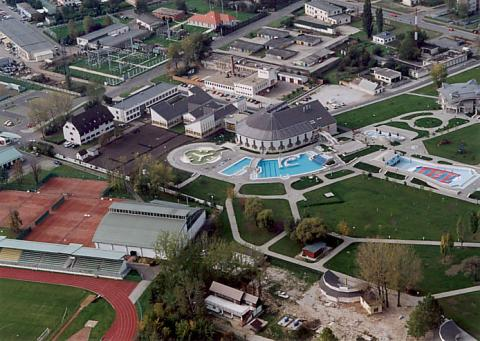
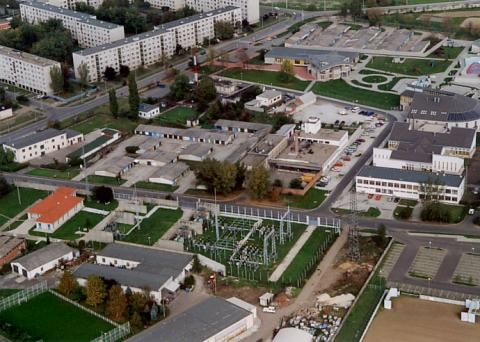
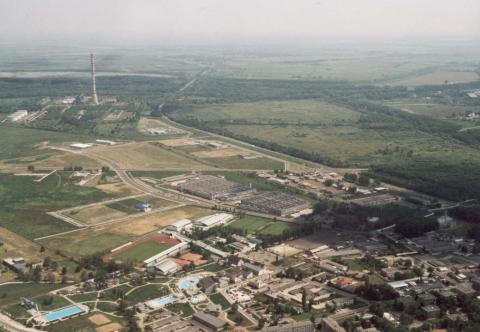

## Média
- Tisza TV
- Tiszaújvárosi Krónika